# راتمالاکادووا
راتمالاکادووا (به لاتین: Ratmalakaduwa) یک منطقهٔ مسکونی در سری‌لانکا است که در استان مرکزی (سری‌لانکا) واقع شده‌است.